# 艾尔伦德
艾尔伦德，是匈牙利巴兰尼亚州所辖的一个村。总面积7.99平方公里，总人口228，人口密度28.5人/平方公里（2011年1月1日）。